# Тяжке тілесне ушкодження
Тяжке тілесне ушкодження — тілесне ушкодження, небезпечне для життя в момент заподіяння, чи таке, що спричинило втрату будь-якого органу або його функцій, каліцтво статевих органів, психічну хворобу або інший розлад здоров'я, поєднаний зі стійкою втратою працездатності не менш як на одну третину, або переривання вагітності чи непоправне знівечення обличчя.

## Юридична характеристика
Небезпечними для життя є ушкодження, що в момент заподіяння (завдання) чи в клінічному перебігу через різні проміжки часу спричиняють загрозливі для життя явища котрі без надання медичної допомоги, за звичайним своїм перебігом, закінчуються чи можуть закінчитися смертю.
До ушкоджень, що небезпечні для життя, належать:
- ті, що проникають у черепну порожнину, у тому числі й без ушкодження мозку;
- відкриті й закриті переломи кісток склепіння та основи черепа, за винятком кісток лицевого скелета та ізольованої тріщини тільки зовнішньої пластинки склепіння черепа;
- забій головного мозку тяжкого ступеня як зі здавленням, так і без здавлення головного мозку; забій головного мозку середньої тяжкості за наявності симптомів ураження стовбурної ділянки.
- ізольовані внутрішньочерепні крововиливи за наявності загрозливих для життя явищ;
- переломи кісток таза за наявності загрозливих для життя явищ і т. д.

Під душевною хворобою слід розуміти психічне захворювання. Душевна хвороба класифікується як тяжке тілесне ушкодження тільки тоді, воно потягло за собою розвиток психічного захворювання, незалежно від його тривалості і ступеня виліковності.
Ушкодження, що призвело до переривання вагітності, незалежно від її строку, належить до тяжких за умов, що між цим ушкодженням і перериванням вагітності є прямий причинний зв'язок.
Непоправним знівечення обличчя визнається у тих випадках, коли ушкодження обличчя потерпілого не може бути виправлено інакше, як за допомогою хірургічного втручання (косметичної операції).
Суб'єктом такого злочину є фізична осудна особа, яка досягла 14-річного віку. Суб'єктивною стороною є вина у формі умислу (прямий чи непрямий). Об'єктом є здоров'я особи а об'єктивною стороною діяння, наслідки і причинний зв'язок.

## Відповідальність
Умисне тяжке тілесне ушкодження згідно ст. 121 Кримінального кодексу України карається позбавленням волі на строк від п'яти до восьми років.
Умисне тяжке тілесне ушкодження, вчинене способом, що має характер особливого мучення, або вчинене групою осіб, а також з метою залякування потерпілого або інших осіб, чи з мотивів расової, національної або релігійної нетерпимості, або вчинене на замовлення, або таке, що спричинило смерть потерпілого, - карається позбавленням волі на строк від семи до десяти років.
На практиці особливу складність становить відмежування умисного тяжкого тілесного ушкодження, що спричинило смерть потерпілого, від умисного вбивства. При наявності таких ситуацій слід ретельно досліджувати всі обставини, що мають значення для встановлення спрямованості умислу винного.
Для відмежування умисного вбивства від умисного заподіяння  тяжкого  тілесного  ушкодження,  яке спричинило смерть потерпілого суди повинні ретельно досліджувати докази, що  мають значення для з'ясування змісту і спрямованості умислу  винного. Питання про умисел необхідно вирішувати  виходячи із сукупності всіх обставин вчиненого діяння, зокрема враховувати спосіб, знаряддя злочину, кількість, характер і  локалізацію  поранень та інших тілесних  ушкоджень, причини припинення злочинних дій, поведінку винного  і потерпілого, що передувала події, їх стосунки. Визначальним при цьому є суб'єктивне ставлення винного до наслідків своїх  дій: (при умисному вбивстві настання смерті охоплюється умислом винного, а в разі  заподіяння тяжкого тілесного  ушкодження, яке спричинило смерть потерпілого, ставлення винного до її настання характеризується необережністю. Якщо винний діяв з умислом на вбивство, тривалість часу,  що минув з моменту заподіяння  ушкоджень  до настання смерті потерпілого, для кваліфікації злочину  як   умисного вбивства значення не має. 